# Соловьёва, Маргарита Григорьевна
Маргарита Григорьевна Соловьёва (1909—1995) — советский учёный в области экономической географии, кандидат географических наук (1940), декан географического факультета МГПИ имени В. И. Ленина (1955—1958). Лауреат Государственной премии СССР (1977).

## Биография
Родилась 3 октября 1909 года в Ташкенте.
С 1926 по 1931 год обучалась на географическом отделении физико-математического факультета Московского государственного университета. С 1934 по 1937 год проходила обучение в аспирантуре НИИ географии МГУ.
С 1932 по 1941 год на научно-педагогической работе в Институте красной профессуры в качестве ассистента и заведующей кабинетом мирового хозяйства и мировой политики. С 1941 по 1950 год на педагогической работе в Московском городском педагогическом институте в качестве доцента.
С 1950 года на научно-педагогической работе в Московском государственном педагогическом институте имени В. И. Ленина в качестве заведующего кафедрой экономической географии, с 1960 года — заведующая кафедрой экономической и социальной географии, была руководителем спецкурсов  «География религий» и «Социально-экономические проблемы городов мира». Одновременно с 1955 по 1958 год являлась  деканом Географического факультета. По воспоминаниям академика В. П. Максаковского: 

…молодые преподаватели, вроде меня, обычно руководили дальней полевой практикой студентов. Лидерами преподавательского состава в то время были три человека: Маргарита Григорьевна Соловьева, декан факультета, профессор Вадим Вячеславович Покшишевский и профессор Николай Иванович Ляликов, но он вскоре умер. Соловьевой и Покшишевскому тогда же мною были написаны стихотворные посвящения, характеризующие некоторые черты их характера и научной работы»
.

### Научно-педагогическая деятельность и вклад в науку
Основная научно-педагогическая деятельность  М. Г. Соловьёвой была связана с вопросами в области теории и методики преподавания географии, социальной географии зарубежных стран, географии религий, географии населения Индии и экономической географии США.
В 1940 году защитила кандидатскую диссертацию на соискание учёной степени кандидат географических наук. В 1960 году ВАК СССР ей присвоено учёное звание доцент. М. Г. Соловьёва являлась автором более двухсот научных трудов, в том числе учебников по экономической географии зарубежных стран для средней школы, в 1977 году «за учебник для 9 класса «Экономическая география зарубежных стран» (1975, 2-е издание)» она была удостоена Государственной премии СССР в области науки и техники.

## Основные труды
- О подготовке учителя широкого профиля (географии и биологии) средней школы в педагогических институтах / М. Г. Соловьева. - Ленинград : Геогр. о-во СССР, 1959. (Материалы к III съезду Географического общества СССР)
- Сдвиги в размещении и национальном составе населения США в XX в. / М. Г. Соловьева. - Москва : Наука, 1964. (Доклады/ VII Междунар. конгресс антропол. и этногр. наук)
- Грамматика немецкого языка: Учебник для нем. школ : 5-6 классы / В. Х. Мамедбейли, М. Г. Соловьева, Л. В. Тебенихина, Я. И. Валл. - Москва : Просвещение, 1967. - 248 с.
- Грамматика немецкого языка: Учебник для школ с преподаванием немецкого (родного) языка 5-6 кл. / В. Х. Мамедбейлин, М. Г. Соловьева, Л. В. Тебенихина, Я. И. Валл. - 2-е изд. - Москва : Просвещение, 1970. - 248 с.
- Соединенные Штаты Америки. - Москва : Мысль, 1974. - 128 с.
- Экономическая и социальная география зарубежных стран : Развитые капиталист. и развивающиеся страны / М. Г. Соловьева, С. Н. Раковский, А. П. Кузнецов и др.; Под ред. В. П. Максаковского. - М. : Просвещение, 1981. - 320 с.

## Награды
- Медаль «За доблестный труд в Великой Отечественной войне 1941—1945 гг.»
- Медаль «Ветеран труда»[1]
- Государственная премия СССР (1977 — «за учебник для 9 класса «Экономическая география зарубежных стран» (1975, 2-е издание)»)[4]
- Медаль К. Д. Ушинского[1]